# Flandrica
Flandrica zijn publicaties (boeken, kranten, tijdschriften, etc.) die vanuit cultureel en historisch oogpunt of vanwege hun cultureel-erfgoedwaarde voor Vlaanderen van belang zijn, bijvoorbeeld omdat ze in Vlaanderen werden gedrukt of omdat ze over Vlaanderen handelen.
Het ontwikkelen van een collectiebeleid rond flandrica is onderdeel van de decretale opdracht van de Vlaamse Erfgoedbibliotheek, een samenwerkingsverband van zes belangrijke erfgoedbibliotheken in Vlaanderen. Het Cultureel-erfgoeddecreet van 2008 definieert flandrica als volgt:
Flandrica: alle publicaties die in Vlaanderen of door Vlamingen in het buitenland
worden uitgegeven, evenals alle relevante buitenlandse publicaties die in hoofdzaak over
Vlaanderen handelen
Flandrica.be is een portaalsite voor integraal gedigitaliseerd materiaal uit Vlaamse erfgoedbibliotheken. Naast publicaties geproduceerd in of handelend over Vlaanderen bevat deze digitale bibliotheek ook bijzondere unica (zoals handschriften) die strikt genomen niet voldoen aan de bovenstaande definitie van flandrica, maar wel deel uitmaken van het Vlaamse bibliotheekpatrimonium